# Martha Jefferson Randolph
Martha "Patsy" Jefferson Randolph, född 1772, död 1836, var äldsta dotter till president Thomas Jefferson och Martha Jefferson.  Hon fungerade som USA:s första dam under sin fars presidenttid 1801-1809, eftersom hennes far var ogift under sin tid som president.

## Biografi
Martha blev moderlös 1782. Hon levde i Paris under hennes fars tid som ambassadör i Frankrike mellan 1784 och 1789. Liksom andra överklassdöttrar i Frankrike utbildades hon i en klosterskola, Abbaye de Penthemont. Hon togs ur skolan då hon uttryckte en önskan att konvertera till katolicismen, men behöll ett intryck av det ideal som rådde för en fransk "dam" under denna tid, där bildning ansågs passande för en kvinna, och blev under sin tid i USA omtalad som en intellektuell.
Hon återvände till USA med sin far 1789. Hon gifte sig 1790 med sin brylling, politikern Thomas Mann Randolph, med vilken hon fick tolv barn, bland dem Thomas Jefferson Randolph och George W. Randolph. Äktenskapet var olyckligt och Martha separerade så småningom från sin make och levde med sin far på hans plantage Monticello, där hon skötte hans hushåll och fungerade som hans värdinna.
När hennes far blev president 1801 fyllde hon inofficiellt rollen som USA:s första dam, då hon agerade som värdinna vid mottagningar och middagar i Vita huset; hennes far begränsade dock dessa till ett minimum. Hennes åttonde barn, James Madison Randolph, född 1808, var det första barn som föddes i Vita huset.
Efter fadern avslutade sin tid som president 1809 och drog sig tillbaka till Monticello, bodde hon med honom och fungerade som hans vårdgivare till hans död 1826. Efter hans död fick hon ombesörja försäljningen av Monticello och slavarna där.

## Skönlitteratur, spelfilmer, teveserier
- Jefferson in Paris Touchstone Pictures 1995.